# Pewny Olga
Pewny Olga, Olga Schaefer-Pewny (Pancsova, 1872. július 28. – ?Boroszló, 1940 után) opera-énekesnő (szoprán). Pewny Irén húga.

## Életútja
Majna-Frankfurtban Joachim Raff konzervatóriumában tanult, de legfőbb tanára nővére volt. 1890-ben a lipcsei operában Mozart Varázsfuvolájának Paminájaként debütált. A következő évben Párizsban Jacques Bouhynál képezte tovább magát. 
1893-ban nővérével New Yorkba utaztak, ahol hangversenyénekesként léptek fel. Olga 1894 januárjában a Metropolitan Opera színpadán is bemutatkozhatott a Tannhäuser Vénuszaként (olaszul!). Áprilisban a társulat chicagói vendégjátékán énekelte ugyanezt a szerepet. 
1895-től a darmstadti udvari színház tagja volt. Vendégszerepelt Stuttgartban, Mannheimben, Wiesbadenben, Majna-Frankfurtban. 
1898 és 1900 között két évadot töltött a Metropolitanban. Ez idő alatt negyvenkétszer lépett fel, többnyire Wagner-szerepekben. Az Egyesült Államokban hangversenyénekesként is rendszeresen szerepelt Walter Damrosch, Emil Paur, Anton Seidl vezényletével. 
Európába visszatérve a boroszlói városi színházhoz szerződött. Itt 1904-ig, Jacques Schaefer igazságügyi tanácsossal kötött házasságáig szerepelt. 1902-ben és 1904-ben kisebb szerepekben fellépett a Bayreuthi Ünnepi Játékokon. Utolsó aktív énekesi évében néhány gramofonfelvételt is készített.
1928-ban énektanárként még előfordul a neve Boroszlóban.

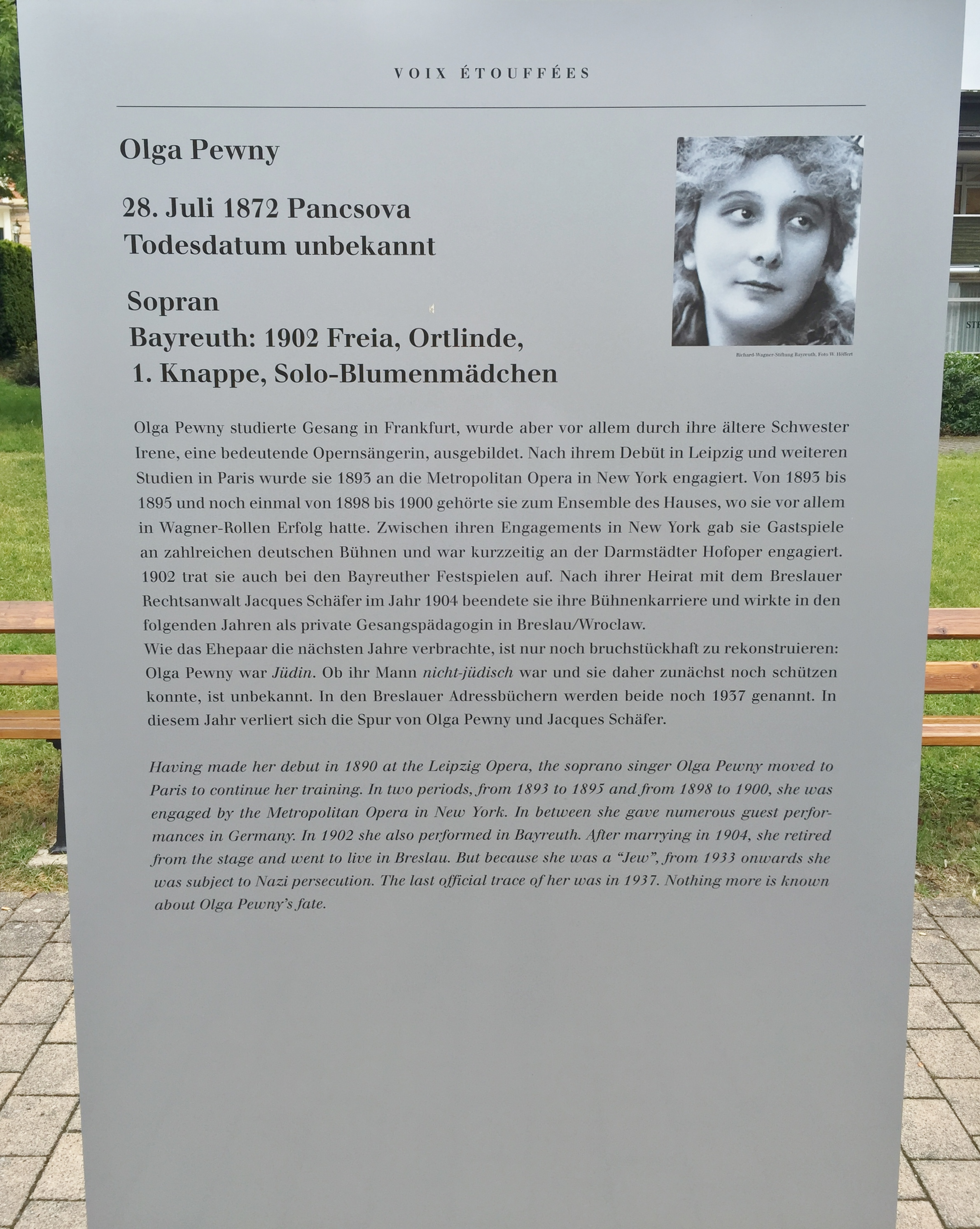
Emléktáblája Bayreuthban

## Ismert szerepei
- Ludwig van Beethoven: Fidelio – Marzelline
- Charles Gounod: Faust – Margit
- Pietro Mascagni: Parasztbecsület – Santuzza
- Wolfgang Amadeus Mozart: Figaro lakodalma – Almaviva grófné
- Wolfgang Amadeus Mozart: A varázsfuvola – Pamina
- Otto Nicolai: A windsori víg nők – Anna
- Richard Wagner: Tannhäuser – Erzsébet; Vénusz
- Richard Wagner: Lohengrin – Brabanti Elza
- Richard Wagner: A Nibelung gyűrűje – Freia; Wellgunde; Woglinde; Gerhilde; Ortlinde; Az erdei madár hangja; Helmwige; Gutrune; Harmadik norna
- Richard Wagner: Parsifa – Második fegyvernök; Első viráglány
- Carl Maria von Weber: A bűvös vadász – Agathe